# 青格爾峰 (伯恩州)
46°30′39.5″N 7°50′23.3″E / 46.510972°N 7.839806°E

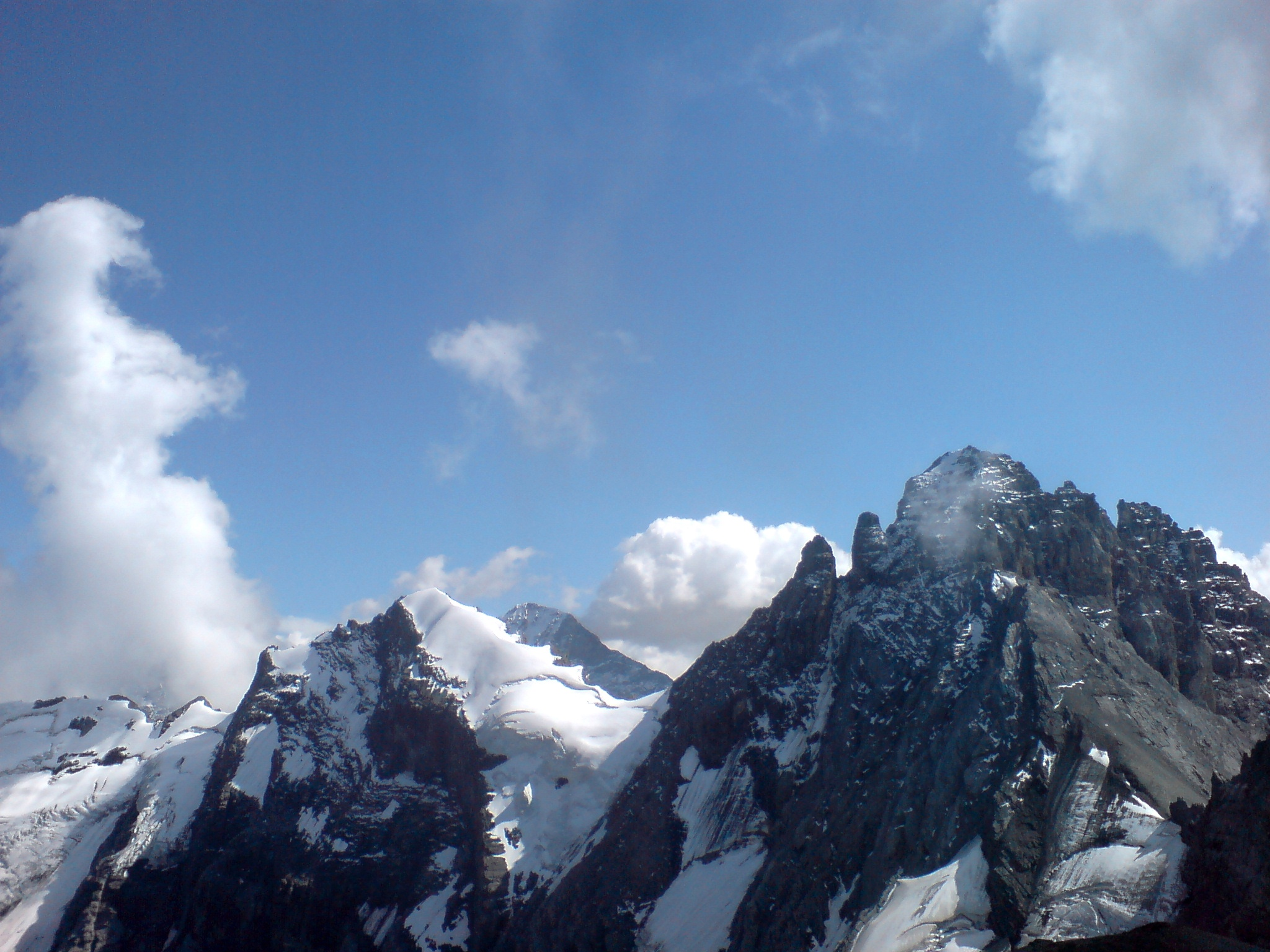

青格爾峰（Tschingelspitz），是瑞士的山峰，位於該國南部，由伯恩州負責管轄，屬於伯尔尼山的一部分，海拔高度3,304米，每年平均降雨量1,585毫米。

## 外部連結
- Tschingelspitz on Hikr （页面存档备份，存于）